# Odd-Magnus Williamson
Odd-Magnus Williamson (Oslo; 14 de septiembre de 1980) es un actor, escritor y comediante noruego conocido por haber interpretado a Erik Hesselberg en la película Kon-Tiki.

## Biografía
En 2002 se unió al "Westerdals School of Communication" de donde se graduó en 2005.
En 2015 se casó con su novia Tinashe Bakas Roll.

## Carrera
Odd-Magnus ha aparecido en comerciales para la televisión de "ICA", "Manshow" y para "Torsdag kveld fra Nydalen".
En 2006 obtuvo su primer papel en una película, cuando se unió al elenco de Reprise  donde interpretó a Morten.
En 2012 se unió al elenco de la serie NAV, Norway donde dio vida a Ståle, el sobrino de Rune (Ingar Helge Gimle).
Ese mismo año se unió al elenco de la popular película Kon-Tiki donde dio vida al pintor y marino noruego Erik Hesselberg, uno de los miembros a bordo de la embarcación del explorador noruego Thor Heyerdahl (Pål Sverre Hagen). La historia narra la travesía de Heyerdahl y su tripulación en el Kon-tiki en 1947 mientras buscan probar la teoría de Thor de que la gente de América del Sur podría haber resuelto el misterio de cómo se pobló la Polinesia en la época precolombina.
También apareció en la película Tina & Bettina – The Movie donde interpretó a Tina.
En 2016 se unió al elenco principal de la serie Aber Bergen donde da vida al abogado defensor Erik Aber, hasta ahora.
Ese mismo año se unió al elenco recurrente de la serie Nobel donde interpreta al soldado Hans Ivar Johansen.

## Filmografía

### Películas
| Año  | Título                                   | Personaje       | Notas                                                                                             |
| ---- | ---------------------------------------- | --------------- | ------------------------------------------------------------------------------------------------- |
| 2014 | Kaptein Sabeltann og skatten i Lama Rama | Langemann       | junto a Tuva Novotny, Fridtjov Såheim, Pia Tjelta, Nils Jørgen Kaalstad y Jon Øigarden            |
| 2012 | Tina & Bettina - The Movie               | Tina            | junto a Henrik Thodesen, Else Kåss Furuseth, Ingar Helge Gimle y Björn Gustafsson                 |
| 2012 | Kon-Tiki                                 | Erik Hesselberg | junto a Pål Sverre Hagen, Tobias Santelmann, Gustaf Skarsgård y Jakob Oftebro                     |
| 2006 | Reprise                                  | Morten          | junto a Anders Danielsen Lie, Espen Klouman Høiner, Viktoria Winge, Pål Stokka y Christian Rubeck |

### Series de televisión
| Año         | Título                | Personaje          | Notas                        |
| ----------- | --------------------- | ------------------ | ---------------------------- |
| 2020        | Ragnarök              | Erik               |                              |
| 2019        | Beforeigners          | Jeppe              |                              |
| 2016 - 2018 | Aber Bergen           | Erik Aber          | 10 episodios                 |
| 2016        | Nobel                 | Hans Ivar Johansen | 4 episodios                  |
| 2015        | Mellom bakkar og berg | Varios Personajes  | miniserie                    |
| 2014        | Helt perfekt          | -                  | episodio "Frieriet"          |
| 2014        | Samurai Sikkerhet     | Patrick            | -                            |
| 2013        | Dag                   | -                  | episodio "Guds sønn - Lloyd" |
| 2012        | NAV, Norway           | Ståle              | 5 episodios                  |

### Escritor
| Año             | Título      | Notas       |
| --------------- | ----------- | ----------- |
| 2016 - presente | Aber Bergen | 3 episodios |